# Сеффа
Сеффа (араб. السفة‎) — блюдо магрибской кухни, которое подаётся обычно в конце трапезы перед десертом, а также на традиционных праздниках и свадьбах.
Сеффа состоит из подслащеного кускуса, обжаренного миндаля и корицы. В марокканской кухне блюдо также делают из риса или вермишели.
Помимо сеффа, существуют также подслащенные блюда из кускуса, такие как месфуф, оба блюда берберийского происхождения.